# اورماکتو
اورماکتو (به انگلیسی: Oromocto) یک منطقهٔ مسکونی در کانادا است که در بورتون پاریش واقع شده‌است. اورماکتو ۲۲٫۳۷ کیلومتر مربع مساحت و ۹٬۲۲۳ نفر جمعیت دارد.